# Villa Progreso (Buenos Aires)
Villa Progreso es una localidad argentina del partido de Berisso en la provincia de Buenos Aires.

## Población
Se encuentra dentro del aglomerado del Gran La Plata con 7,870 habitantes (Indec, 2001).
- Datos: Q9093864